# Prosopocera simillima
Prosopocera simillima är en skalbaggsart som beskrevs av Stefan von Breuning 1976. Prosopocera simillima ingår i släktet Prosopocera och familjen långhorningar. Inga underarter finns listade i Catalogue of Life.